# Falcarius utahensis
Falcarius utahensis és una espècie de dinosaure terizinosauroïdeu que va viure al Cretaci inferior. Les seves restes fòssils es va trobar al centre-est de Utah, EUA, l'any 2005.